# Fernando Vargas (boxeador)
Fernando Javier Vargas (Oxnard, California, 7 de diciembre de 1977) es un exboxeador profesional estadounidense que llegó a consagrarse campeón mundial de los peso superwélter dos veces, siendo con 21 años, el más joven de la historia en su primera consagración.

## Carrera

### Campas vs Vargas
El 12 de diciembre de 1998, en el Etess Arena de Atlantic City, Vargas se enfrentó al mexicano Yori Boy Campas por el título superwélter de la FIB. Triunfó por el retiro de Campas en el séptimo asalto y se proclamó campeón del Mundo con 21 años.

### Vargas vs Trinidad
El 2 de diciembre de 2000, en el Mandalay Bay Events Center de Las Vegas, combatió contra el puertorriqueño Félix Trinidad. En 12 asaltos, Trinidad ganó la pelea por KO técnico en el último asalto y Vargas perdió su título de la FIB.

### De la Hoya vs Vargas
Véase Óscar de la Hoya vs Fernando Vargas.

### Mosley vs Vargas
El 25 de febrero de 2006, nuevamente en el Mandalay Bay Events Center de Las Vegas, realizó su primera pelea ante su compatriota; el veterano Shane Mosley. Fue un combate pactado a 12 asaltos, pero finalizó en el décimo con victoria de Mosley por KO técnico.

### Mayorga vs Vargas
Vargas anunció que realizaría su última pelea, sin importar el resultado, ante el nicaragüense Ricardo Mayorga el 23 de noviembre de 2007 en el Staples Center de la ciudad de Los Ángeles. Tras doce asaltos perdió el combate por decisión mayoritaria y se retiró.

## Récord profesional
| 26 Ganadas (22 KOs), 5 Derrotas |        |                       |      |               |                          |                                                         | |
| Res.                            | Récord | Oponente              | Tipo | Rd., Tiempo   | Fecha                    | Localidad                                               | Notas |
| D                               | 26–5   | Ricardo Mayorga       | MD   | 12            | 23 de noviembre de 2007  | Staples Center, Los Ángeles, California, U.S.           | Por el título vacante WBC Continental Americas supermediano                                                       |
| D                               | 26–4   | Shane Mosley          | TKO  | 6 (12), 2:38  | 15 de julio de 2006      | MGM Grand Garden Arena, Paradise, Nevada, U.S.          | |
| D                               | 26–3   | Shane Mosley          | TKO  | 10 (12), 1:22 | 25 de febrero de 2006    | Mandalay Bay Events Center, Paradise, Nevada, U.S.      | |
| G                               | 26–2   | Javier Castillejo     | UD   | 10            | 20 de agosto de 2005     | Allstate Arena, Rosemont, Illinois, U.S.                | |
| G                               | 25–2   | Raymond Joval         | UD   | 10            | 26 de marzo de 2005      | American Bank Center, Corpus Christi, Texas, U.S.       | |
| G                               | 24–2   | Tony Marshall         | RTD  | 7 (10), 3:00  | 12 de diciembre de 2003  | Casino Del Sol, Tucson, Arizona, U.S.                   | |
| G                               | 23–2   | Fitz Vanderpool       | TKO  | 6 (10), 2:36  | 26 de julio de 2003      | Grand Olympic Auditorium, Los Ángeles, California, U.S. | |
| D                               | 22–2   | Óscar de la Hoya      | TKO  | 11 (12), 1:48 | 14 de septiembre de 2002 | Mandalay Bay Events Center, Paradise, Nevada, U.S.      | Pierde los títulos WBA y IBA superwelter; Por los títulos CMB, lineal, AMB (Súper) vacante y The Ring superwelter |
| G                               | 22–1   | José Flores           | KO   | 7 (12), 2:59  | 22 de septiembre de 2001 | Mandalay Bay Events Center, Paradise, Nevada, U.S.      | Gana el título vacante WBA y AIB superwelter                                                                      |
| G                               | 21–1   | Wilfredo Rivera       | TKO  | 6 (10), 0:39  | 5 de mayo de 2001        | Don Haskins Center, El Paso, Texas, U.S.                | |
| D                               | 20–1   | Félix Trinidad        | TKO  | 12 (12), 1:33 | 2 de diciembre de 2000   | Mandalay Bay Events Center, Paradise, Nevada, U.S.      | Pierde el título mundial IBF superwelter; Por el título mundial AMB superwelter                                   |
| G                               | 20–0   | Ross Thompson         | TKO  | 4 (12), 1:07  | 26 de agosto de 2000     | Mandalay Bay Events Center, Paradise, Nevada, U.S.      | Retiene el título mundial IBF superwelter                                                                         |
| G                               | 19–0   | Ike Quartey           | UD   | 12            | 15 de abril de 2000      | Mandalay Bay Events Center, Paradise, Nevada, U.S.      | Retiene el título mundial IBF superwelter                                                                         |
| G                               | 18–0   | Winky Wright          | MD   | 12            | 4 de diciembre de 1999   | Chinook Winds Casino, Lincoln City, Oregón, U.S.        | Retiene el título mundial IBF superwelter                                                                         |
| G                               | 17–0   | Raúl Márquez          | TKO  | 11 (12), 2:00 | 17 de julio de 1999      | Caesars Tahoe, Stateline, Nevada, U.S.                  | Retiene el título mundial IBF superwelter                                                                         |
| G                               | 16–0   | Howard Clarke         | TKO  | 4 (12), 2:29  | 13 de marzo de 1999      | Madison Square Garden, Nueva York, U.S.                 | Retiene el título mundial IBF superwelter                                                                         |
| G                               | 15–0   | Yori Boy Campas       | RTD  | 7 (12), 3:00  | 12 de diciembre de 1998  | Etess Arena, Atlantic City, Nueva Jersey, U.S.          | Gana el título mundial IBF superwelter                                                                            |
| G                               | 14–0   | Darren Maciunski      | TKO  | 6 (10), 2:57  | 22 de agosto de 1998     | Boardwalk Hall, Atlantic City, Nueva Jersey, U.S.       | |
| G                               | 13–0   | Anthony Stephens      | TKO  | 5 (10), 2:33  | 23 de junio de 1998      | The Blue Horizon, Filadelfia, Pensilvania, U.S.         | |
| G                               | 12–0   | Ron Johnson           | TKO  | 4 (10), 2:40  | 9 de mayo de 1998        | ARCO Arena, Sacramento, California, U.S.                | |
| G                               | 11–0   | Romallis Ellis        | TKO  | 2 (10), 1:56  | 14 de abril de 1998      | Foxwoods Resort Casino, Ledyard, Connecticut, U.S.      | |
| G                               | 10–0   | Dan Connolly          | TKO  | 2 (10), 0:40  | 13 de marzo de 1998      | Miccosukee Resort & Gaming, Miami, Florida, U.S.        | |
| G                               | 9–0    | Eduardo Martínez      | KO   | 2             | 13 de diciembre de 1997  | Foxwoods Resort Casino, Ledyard, Connecticut, U.S.      | |
| G                               | 8–0    | José Miguel Fernández | TKO  | 1 (8), 2:56   | 22 de noviembre de 1997  | Etess Arena, Atlantic City, Nueva Jersey, U.S.          | |
| G                               | 7–0    | Alex Quiroga          | TKO  | 6 (8), 2:53   | 4 de octubre de 1997     | Boardwalk Hall, Atlantic City, Nueva Jersey, U.S.       | |
| G                               | 6–0    | Kevin Payne           | TKO  | 1 (4), 1:47   | 19 de agosto de 1997     | Convention Center, Austin, Texas, U.S.                  | |
| G                               | 5–0    | Eugene López          | KO   | 1 (6), 1:42   | 12 de julio de 1997      | Caesars Tahoe, Stateline, Nevada, U.S.                  | |
| G                               | 4–0    | Jim Maloney           | KO   | 1             | 20 de junio de 1997      | Bally's Park Place, Atlantic City, Nueva Jersey, U.S.   | |
| G                               | 3–0    | Bill Burden           | TKO  | 2 (6), 2:29   | 7 de junio de 1997       | ARCO Arena, Sacramento, California, U.S.                | |
| G                               | 2–0    | Claude Staten         | TKO  | 2 (4), 1:24   | 26 de abril de 1997      | Convention Hall, Atlantic City, Nueva Jersey, U.S.      | |
| G                               | 1–0    | Jorge Morales         | KO   | 1 (4), 0:56   | 25 de marzo de 1997      | Civic Auditorium, Oxnard, California, U.S.              | Debut profesional.                                                                                                |